# 近藤久弥
近藤 久弥（こんどう ひさや、本名同じ、1992年9月18日 - ）は、日本の俳優。静岡県静岡市出身。
血液型はO型、身長179cm、体重79kg。ジェンコエージェンシー所属。

## 出演作品

### ドラマ
- 月曜ゴールデン「捜し屋★諸星光介が走る!⑤」（2010年4月12日、TBS）

### 映画
- 吸血少女対少女フランケン（2009年8月15日 公開） - 生徒 役
- ジョーカーゲーム（2012年12月22日 公開） - 生徒 役

### 舞台
- 東京俳優市場2012春～池袋レインボウズ2012春　- 黄田 役
- 東京俳優市場2012冬～池袋レインボウズ2012冬　- 茶島 役